# Даннеллон (Флорида)
Даннеллон (англ. Dunnellon) — місто в США, в окрузі Меріон штату Флорида. Населення — 1928 осіб (2020).

## Географія
Даннеллон розташований за координатами 29°3′21″ пн. ш. 82°26′23″ зх. д. / 29.05583° пн. ш. 82.43972° зх. д. (29.055834, -82.439754).  За даними Бюро перепису населення США в 2010 році місто мало площу 16,86 км², з яких 16,13 км² — суходіл та 0,73 км² — водойми.

## Демографія
Згідно з переписом 2010 року, у місті мешкали 1733 особи в 878 домогосподарствах у складі 470 родин. Густота населення становила 103 особи/км².  Було 1164 помешкання (69/км²).
Расовий склад населення:
| - 88,1 % — білих - 9,2 % — чорних або афроамериканців - 0,7 % — азіатів - 0,1 % — корінних американців |

До двох чи більше рас належало 1,0 %. Частка іспаномовних становила 5,0 % від усіх жителів.
За віковим діапазоном населення розподілялося таким чином: 15,3 % — особи молодші 18 років, 49,2 % — особи у віці 18—64 років, 35,5 % — особи у віці 65 років та старші. Медіана віку мешканця становила 55,2 року. На 100 осіб жіночої статі у місті припадало 85,1 чоловіка;  на 100 жінок у віці від 18 років та старших — 80,8 чоловіка також старших 18 років.
Середній дохід на одне домашнє господарство  становив 38 323 долари США (медіана — 27 250), а середній дохід на одну сім'ю — 59 479 доларів (медіана — 47 222). За межею бідності перебувало 29,8 % осіб, у тому числі 34,9 % дітей у віці до 18 років та 23,9 % осіб у віці 65 років та старших.
Цивільне працевлаштоване населення становило 603 особи. Основні галузі зайнятості: освіта, охорона здоров'я та соціальна допомога — 27,2 %, роздрібна торгівля — 17,2 %, мистецтво, розваги та відпочинок — 10,8 %, науковці, спеціалісти, менеджери — 7,6 %.